# Lubsko
Pour les articles homonymes, voir Lubsko (homonymie).
Lubsko (prononciation [ˈlupskɔ] ; en allemand : Sommerfeld ; en bas sorabe : Žemŕ) est une ville située dans le powiat de Żary dans la voïvodie de Lubusz, en Pologne. Elle est le chef-lieu de la Gmina de Lubsko.

## Géographie
Lubsko se situe dans la partie orientale de la région historique de Basse-Lusace, près de la frontière avec la Basse-Silésie. Le centre-ville se trouve à environ 23 kilomètres au nord-ouest de Żary (siège de la powiat) et 47 kilomètres au sud-ouest de Zielona Góra (siège de la diétine régionale).
Elle s'étend sur 12,56 km2.

## Histoire
En se basant sur des découvertes archéologiques, on a constaté que la région autour de Lubskos était déjà peuplée au temps de la culture lusacienne à la fin de l'âge du bronze. Au IXe siècle, des tribus slaves se sont établies ; au cours de la colonisation germanique, les domaines deviennent partie intégrante de la marche de Lusace (l'ancienne marche de l'Est saxonne) fondée en 965. La limite orientale avec le royaume de Pologne a longtemps été contestée : en 1018, par le traité de Bautzen mettant fin à la guerre germano polonaise, la Basse-Lusace a été attribuée à Boleslas Ier de Pologne ; en 1031 et en 1032, deux campagnes militaires menées par l’empereur Conrad II le Salique lui permettent de reprendre le territoire jusqu'à la rive de la rivière Bóbr à l'est.
La première mention documentale de Sommerfeld remonte à 1106 ; néanmoins, l'acte du margrave Henri Ier de Wettin, promulgué trois ans après son décès, est selon toute vraisemblance un faux. En 1283 le margrave Henri IV l'Illustre attribua aux citoyens le droit d'organiser des marchés. Après sa mort cinq ans plus tard, la ville frontalière fut cédée temporairement aux margraves de Brandebourg, au roi Jean Ier de Bohême et au duc silésien Bolko II le Petit. Les domaines appartiennent à la couronne de Bohême jusqu'à la conquête par l'électeur Albert III Achille de Brandebourg en 1482.
Sommerfeld resta une seigneurie brandebourgeoise au sein de la Basse-Lusace. De 1815 jusqu’en 1945, la ville était rattachée à l'arrondissement de Crossen-sur-l'Oder dans la province de Brandebourg. Après la Seconde Guerre mondiale, avec les conséquences de la conférence de Potsdam et la mise en œuvre de la ligne Oder-Neisse, la ville est intégrée à la République populaire de Pologne. La population d'origine allemande est expulsée et remplacée par des Polonais.
De 1975 à 1998, la ville est attachée administrativement à la voïvodie de Zielona Góra.

Depuis 1999, elle fait partie de la voïvodie de Lubusz.

## Personnalités liées à la ville
- Eduard Vogel von Falckenstein (1797–1885), général d’infanterie, mort au manoir de Dłużek (Dolzig).
- Julius Weise (1844–1925), entomologiste.
- Alfred Goldscheider (1858–1935), neurologue.
- Augusta-Victoria (1858–1921), impératrice d'Allemagne, née au manoir de Dłużek.
- Ernest-Gonthier de Schleswig-Holstein (1863–1921), né au manoir de Dłużek.
- Gerhard Domagk (1895–1964), bactériologiste, lauréat du prix Nobel, fréquente l’école de Sommerfeld.
- Jerzy Kaczmarek (né en 1948), escrimeur.

## Relations internationales

### Jumelages
| Ville | Ville          | Pays | Pays      | Période                |
| ----- | -------------- | ---- | --------- | ---------------------- |
|       | Brody          |      | Pologne   |                        |
|       | Forst (Lusace) |      | Allemagne |                        |
|       | Helsinge       |      | Danemark  |                        |
|       | Masny          |      | France    | depuis le 16 juin 2017 |
|       | Pavlohrad      |      | Ukraine   |                        |
|       | Vlotho         |      | Allemagne |                        |

## Galerie

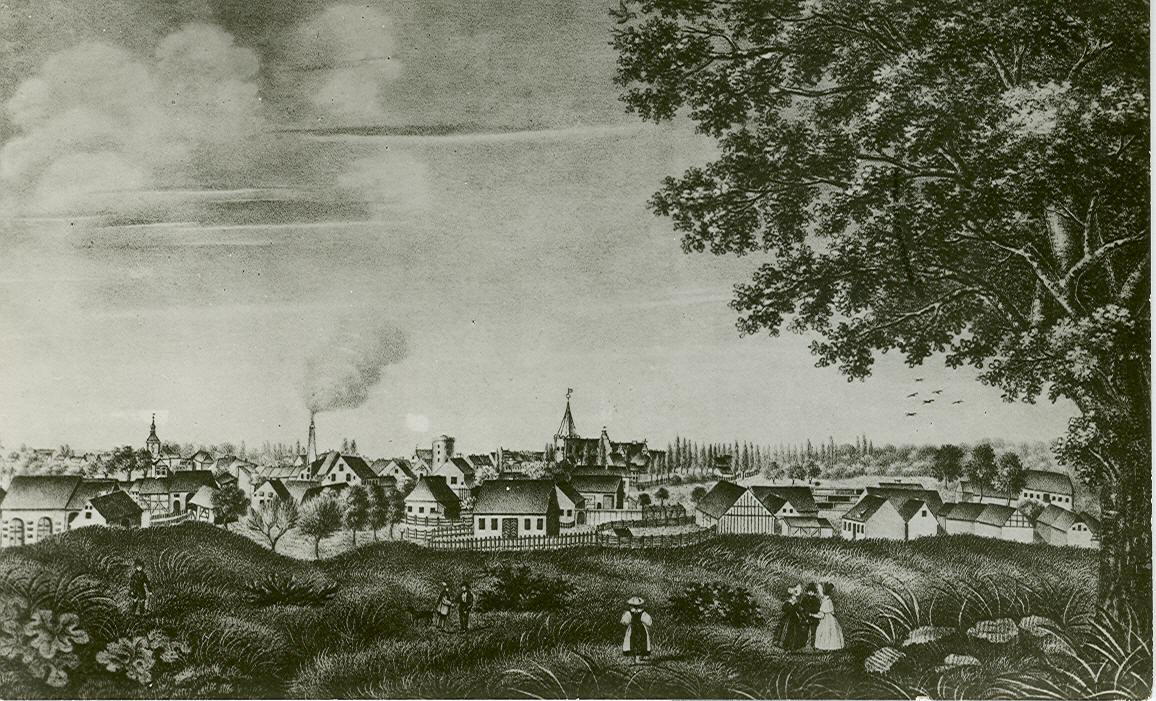
Lubsko en 1841
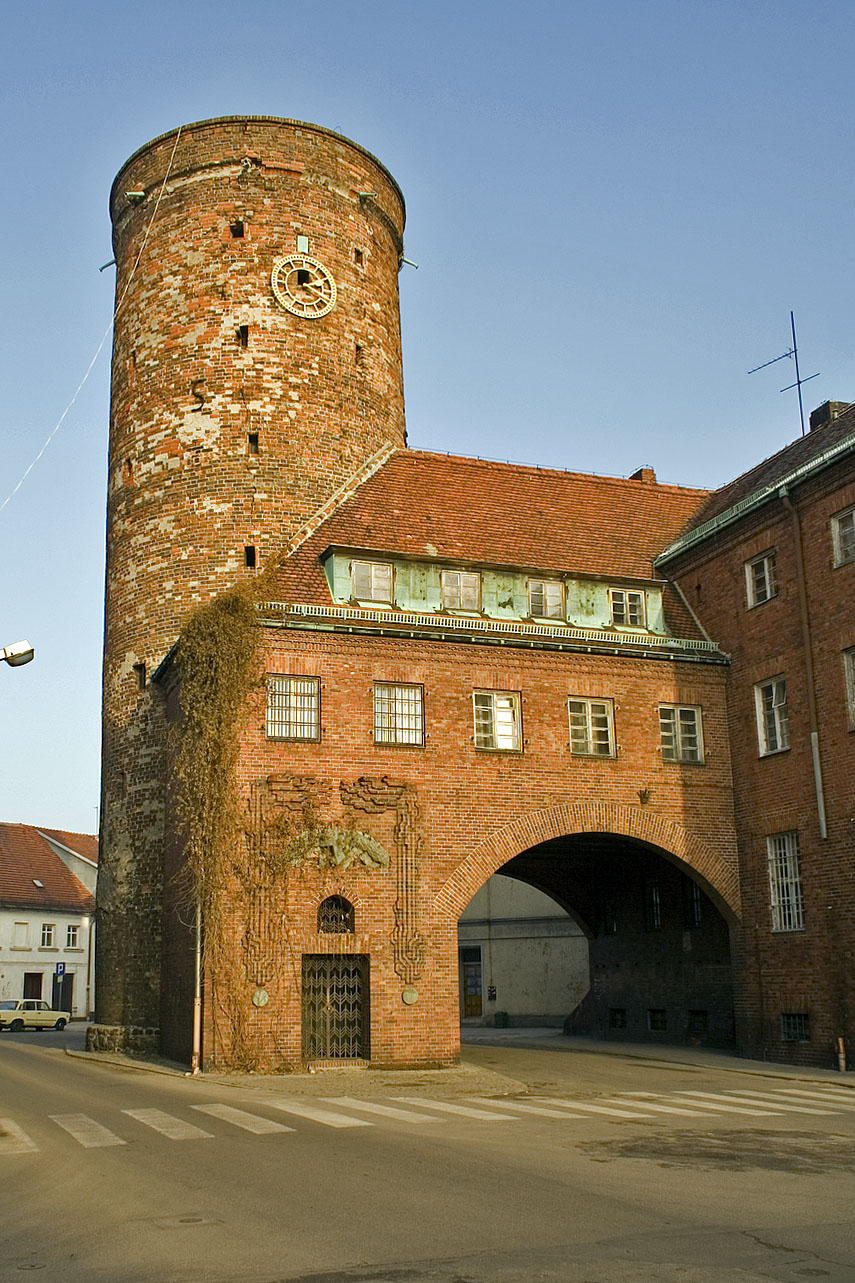
Porte de la tour Żarskiej
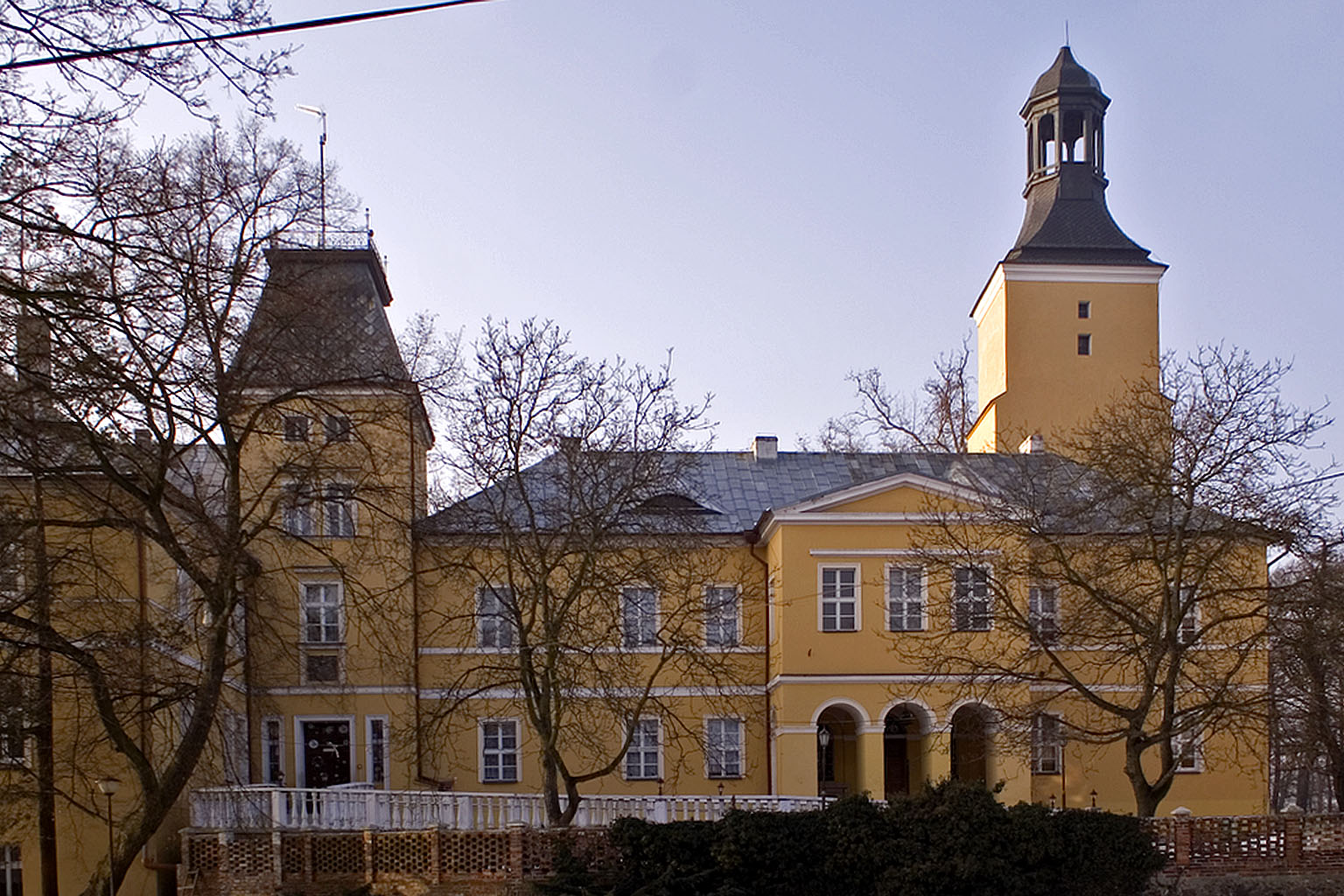
Château de Lubsko, actuellement locaux d'aide sociale à la maison
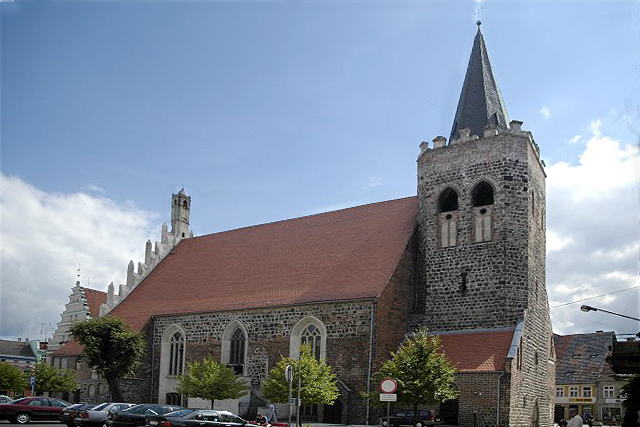
Église
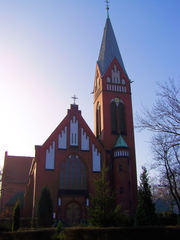
Église du Sacré-Cœur de Jésus